# Josep Maria Montemayor
Josep Maria Montemayor (Segles XVIII-XIX) va ser un advocat català i alcalde de Reus
D'origen barceloní, va arribar a Reus després de la mort de Ferran VII i la proclamació d'Isabel II, enviat pel govern de Madrid amb els càrrecs d'Alcalde Major, Jutge de vara, Subdelegat de Policia i Comandant de la Milícia. Darrere l'alcalde s'arrengleraven bona part dels reialistes moderats i la majoria dels comerciants. Els liberals més avançats seguien Josep Gener i Solanes, retornat de l'exili per constituir el Partit Progressista, hereu de la Tertúlia Patriòtica que existí durant el Trienni. Montemayor va prendre possessió com a alcalde el 22 de juny de 1833, tot i que el seu nomenament era del 23 de febrer i el 23 de març l'havia comunicat a l'ajuntament. A l'inici del seu mandat va realitzar algunes millores urbanístiques importants, com l'arbrat d'un tram del Passeig de la Boca de la Mina, fins a la font dels Capellans, la construcció de voreres als ravals de la ciutat, i es van enderrocar dos portals de la muralla que havien perdut la seva eficàcia, ja que les muralles s'havien anat suprimint: el portal de la Font i el de l'Hospital. Va tenir una molt bona actuació durant l'epidèmia de còlera que afectà la ciutat i la comarca, ja que va instaurar un bon sistema d'aïllament amb ajuda dels metges de la ciutat i va gestionar bé l'avituallament de la població. El mateix general Llauder va nomenar Montemayor cap de la força armada, i tenia com a capità de la milícia Agustí de Miró, que feia de cap de la seguretat pública de la ciutat. Com a cap dels voluntaris va dirigir diverses incursions amb èxit contra les partides carlines aixecades al Camp. Bofarull explica però, que en una incursió a Alforja pel desembre de 1833, on s'havia detectat activitat carlina, Montemayor es va negar a entrar en combat al·legant la poca gent de la que disposava, i va fer retirar les tropes, cosa que provocà la protesta d'un grup dels seus subordinats més exaltats, alguns dels quals van ser expulsats, entre ells Joan Prim i Joan Martell. Antoni Pons, un menestral reusenc que va escriure un interessant dietari, diu que el 1834 Montemayor va confiscar l'edifici del Seminari que havien abandonat els missioners paüls, per fer-lo servir de llatzeret, davant l'avís d'una epidèmia de còlera a la regió. Alguns malalts havien estat portats a l'ermita de Misericòrdia. Durant el motí popular del 22 de juliol de 1835 que provocà la crema de convents de Reus, va tancar-se a l'ajuntament, atemorit per la violència de la població, i no va ser capaç d'aturar la mort a mans de la gernació d'una part dels frares de Sant Francesc ni dels carmelites del col·legi de Sant Joan. Pere Gras explica que al vespre del 22, quan ja havien acabat els aldarulls, Montemayor s'arriscà a sortir en un tardà intent de salvament d'estris i mobles, i va fer recórrer la ciutat per bandes de música. També diu que després dels aixecaments populars a l'agost de Tarragona i Barcelona, va ser elegit coronel dels dos batallons reusencs de la Milícia, que van realitzar torns de guàrdia a la ciutat substituint els escamots de civils armats que la feien des del dia de la crema de convents. Afirma també que es va perdre la força de la autoritat. Segons Toda, després dels fets del juliol de 1835 no va fer res de profit per a Reus, viatjà amb freqüència a Barcelona i va desaparèixer el 1837. Va dimitir d'alcalde al desembre de 1835, i es va nomenar pel lloc un liberal del Trienni, Francesc Mercader, que va prendre possessió pel gener de 1836.